# Хизмет
Хизмет (на турски: Hizmet) е неофициално наименование на турското социално и политическо движение оглавявано от турския писател Фетхуллах Гюлен. 
Хизмет е особено активно в образователната сфера и диалога между религиите. Освен това има много близки или съпричастни към дейността му СМО в Турция. Свързва се и с дейността на големи частни пенсионни и здравноосигурителни фондове в Турция.
Турското контраразузнаване го подозира във връзки и с Ергенекон , освен тези със специалните служби на САЩ и в частност - ЦРУ. 